# Manzini Sundowns Football Club
Maillots
Le Manzini Sundowns Football Club est un club swazilandais de football basé à Manzini.

## Histoire
Le Denvers Sundowns Football Club est fondé en 1985. Il est renommé en 2005 en Manzini Sundowns Football Club.

## Palmarès
- Championnat d'Eswatini (2)
  - Champion : 1989 et 1990

- Coupe d'Eswatini (3)
  - Vainqueur : 1988, 1991 et 1992